# 披巾

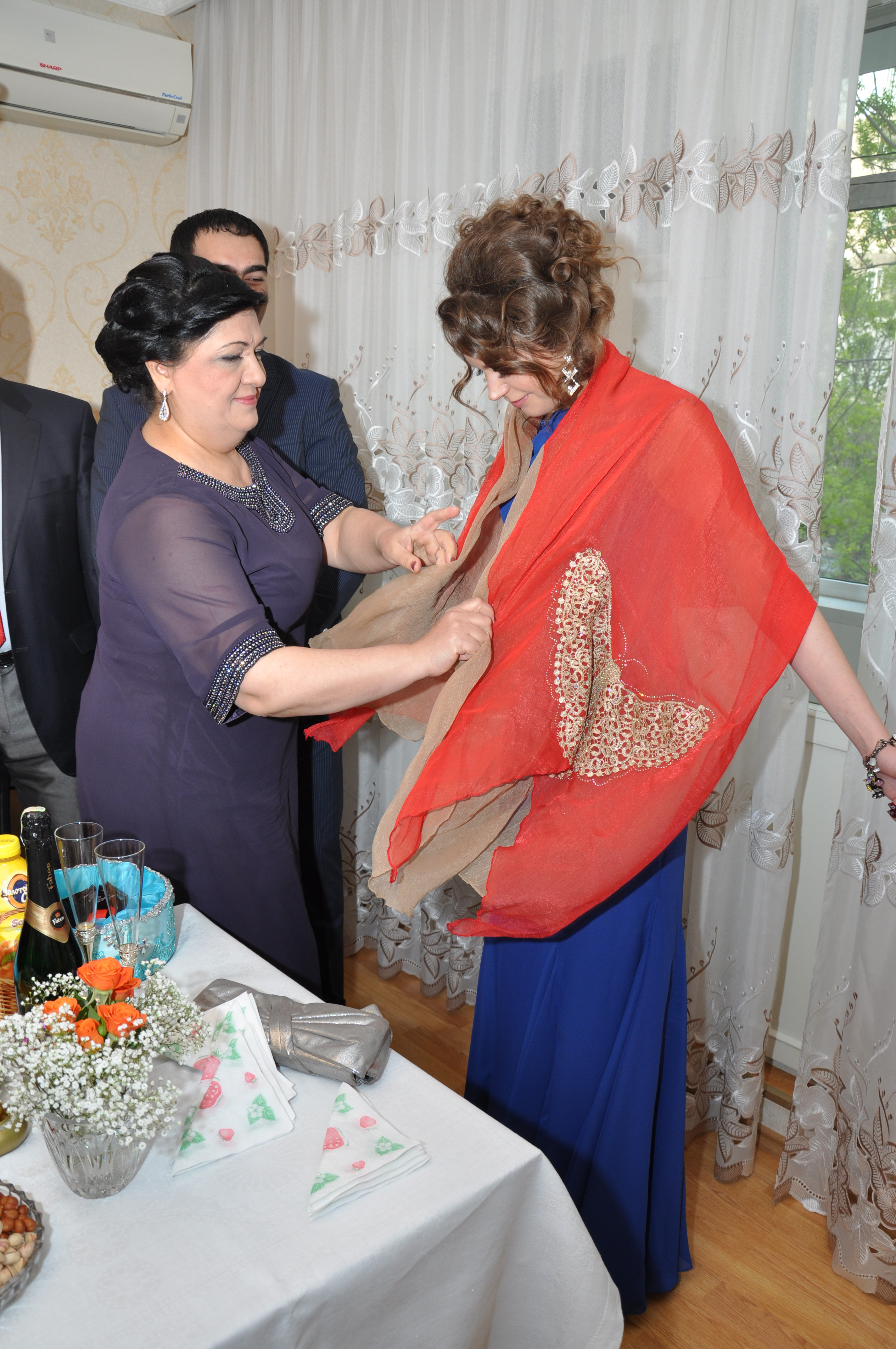
披着披巾的阿塞拜疆新娘

披巾是一块披在肩膀、上半身、手臂以及头上的矩形或正方形的布，披巾可以折成三角形。 印度次大陆北部（例如克什米尔和旁遮普邦）以及中亚的居民都有穿披巾的習俗，不過世界上许多其他地方也有人會穿披巾。